# Cytospora subclypeata
Cytospora subclypeata är en svampart som beskrevs av Sacc. 1896. Cytospora subclypeata ingår i släktet Cytospora och familjen Valsaceae.   Inga underarter finns listade i Catalogue of Life.